# پولگاون
پولگاون (به انگلیسی: Pulgaon) یک منطقهٔ مسکونی در هند است که در بخش ورده واقع شده‌است. پولگاون ۳۳٬۹۲۵ نفر جمعیت دارد و ۲۸۵ متر بالاتر از سطح دریا واقع شده‌است.